# La Table (montagne)
Ne doit pas être confondu avec Montagne de la Table.
Pour les articles homonymes, voir La Table (homonymie).
La Table, en anglais The Table, est un volcan, un tuya d'andésite, de 2 021 mètres d'altitude situé près du mont Garibaldi, dans la province de la Colombie-Britannique, au Canada. Il s'élève à 530 mètres au-dessus de la surface du lac Garibaldi qui s'étend à moins d'un kilomètre au nord.

## Géologie

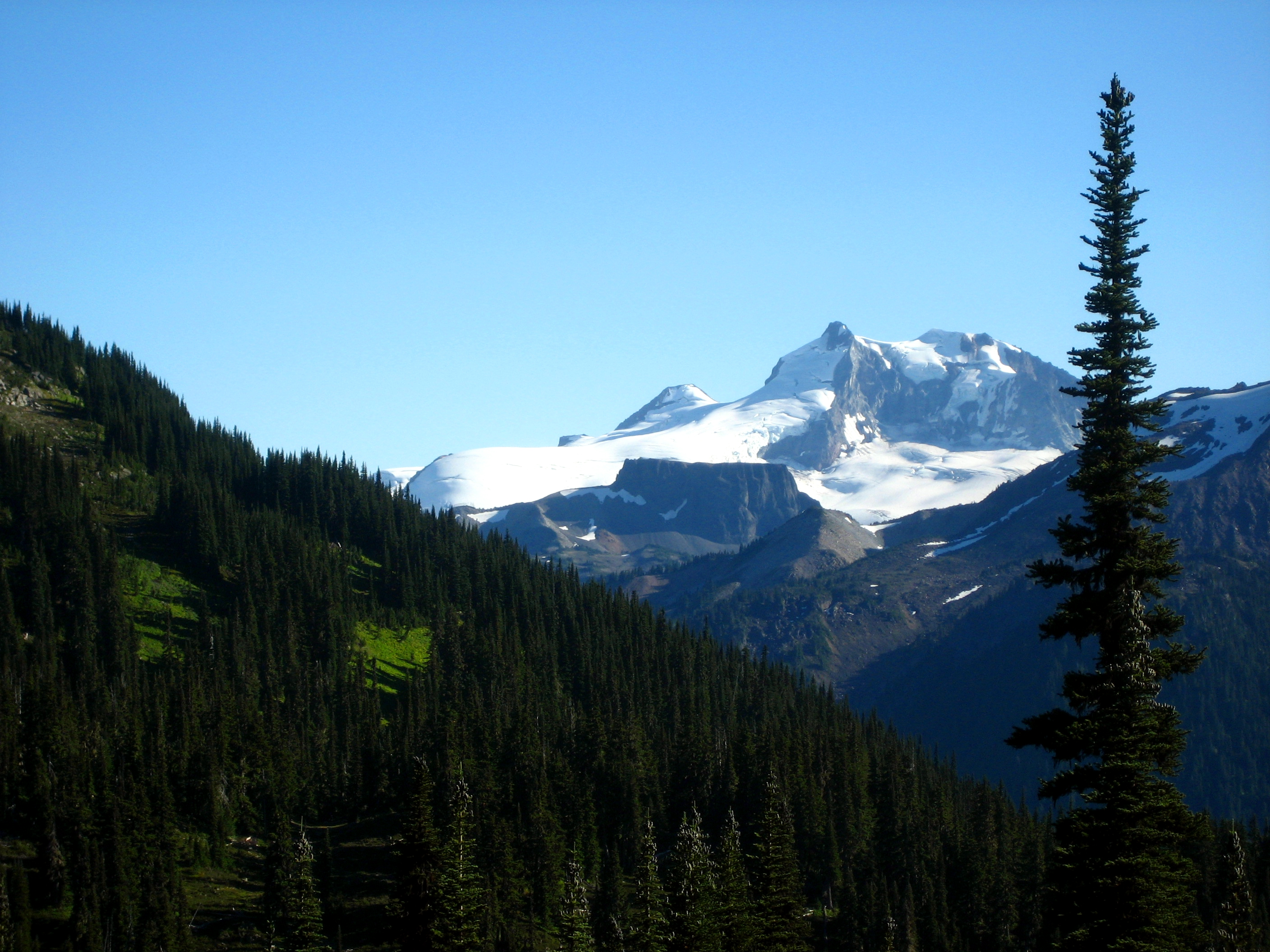
La Table et le mont Garibaldi.

La Table fait partie du champ volcanique du lac Garibaldi, un champ volcanique qui inclut un groupe de neuf petits stratovolcans d'andésite et de cheminées volcaniques de basalte et d'andésite s'étant formés au début de l'Holocène. L'ensemble fait partie de la ceinture volcanique de Garibaldi et de l'arc volcanique des Cascades qui part du sud-ouest de la Colombie-Britannique et qui va jusqu'au nord de la Californie. Cet arc volcanique des Cascades a été formé par la subduction de la plaque Juan de Fuca et de la plaque Explorer sous la plaque nord-américaine, dans la zone de subduction de Cascadia.
Le géologue canadien Bill Mathews a proposé en 1951 que La Table se serait formée lorsque du magma se serait introduit par fusion de la glace dans un conduit vertical de la calotte glaciaire de la Cordillère. Le magma partiellement fondu de hornblende-phyrique andésitique a alors refroidi en un large bloc, la gravité aplatissant sa surface supérieure. Des colonnes horizontales se sont formées à de nombreux endroits le long de la périphérie de ce bloc. L'absence d'érosion glaciaire du tuya suggère qu'il serait entré en éruption durant le début de l'Holocène avant que la calotte glaciaire ne disparaisse.